# Robert L. Barry

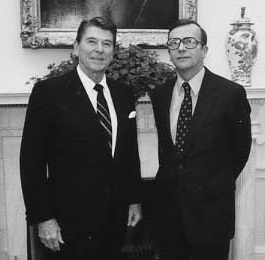
Robert L. Barry (rechts) mit US-Präsident Ronald Reagan (1981).

Robert Louis Barry (* 28. August 1934 in Pittsburgh, Pennsylvania; † 11. März 2024 in Newton, Massachusetts) war ein US-amerikanischer Diplomat, der unter anderem von 1981 bis 1984 Botschafter der Vereinigten Staaten in der Volksrepublik Bulgarien sowie von 1992 bis 1995 Botschafter in Indonesien war.

## Leben

### Studien und Eintritt ins Außenministerium
Robert Louis Barry begann nach dem Schulbesuch zunächst ein grundständiges Studium am Dartmouth College, das er 1956 mit einem Bachelor of Arts (BA) beendete. Anschließend leistete er von 1957 bis 1960 Militärdienst in der US Navy und begann daraufhin ein postgraduales Studium an der Columbia University, welches es 1962 mit einem Master of Arts (MA) abschloss. Danach trat er 1962 als Foreign Service Officer in den diplomatischen Dienst des Außenministeriums. Er war zunächst von 1963 bis 1965 Vizekonsul am Konsulat Zagreb in der Sozialistischen Föderativen Republik Jugoslawien sowie im Anschluss von 1965 bis 1967 Referent für internationale Beziehungen im Referat Sowjetunion im Außenministerium. Danach war er von 1968 bis 1970 erst Politischer Referent an der Botschaft in der Sowjetunion sowie danach von 1971 bis 1973 Politischer Referent an der Ständigen Vertretung der USA bei den Vereinten Nationen in New York City. Anschließend folgte eine Tätigkeit für Voice of America, dem offiziellen staatlichen Auslandsrundfunksenders der USA, und war für diesen von 1973 bis 1975 Direktor der Abteilung für die Sowjetunion.
1975 kehrte Barry 1975 ins Außenministerium zurück und war zunächst bis 1977 stellvertretender Leiter des Referats Sowjetunion (Deputy Director, Office of Soviet Union Affairs) sowie daraufhin von 1977 bis 1978 Leiter des Referats Politische Angelegenheiten der Vereinten Nationen (Director, Office of UN Political Affairs). Im Anschluss war er von 1978 bis 1979 erst stellvertretender Leiter der Unterabteilung Internationale Organisationen (Deputy Assistant Secretary of State for International Organization Affairs) sowie von 1979 bis 1981 stellvertretender Leiter der Unterabteilung Europa (Deputy Assistant Secretary of State for European Affairs). 

### Botschafter in Bulgarien und Indonesien
Am 25. November 1981 wurde er zum Botschafter der Vereinigten Staaten in der Volksrepublik Bulgarien ernannt und übergab dort am 8. Dezember 1981 als Nachfolger von Jack Richard Perry seine Akkreditierung. Er verblieb auf diesem Posten bis zum 12. Juli 1984 und wurde daraufhin von Melvyn Levitsky abgelöst. Anschließend war er von 1985 bis 1987 Vertreter bei der Konferenz über Abrüstung in Europa und übernahm daraufhin von 1987 bis 1989 die Funktion als stellvertretender Direktor von Voice of America. 1989 kehrte er ins Außenministerium zurück und war bis 1992 Sonderberater von Vizeaußenminister (US Deputy Secretary of State) Lawrence Eagleburger für die Unterstützung von Osteuropa.
Am 7. Juli 1992 wurde Robert L. Barry zum Botschafter in Indonesien ernannt und überreichte dort am 11. August 1992 als Nachfolger von John Monjo sein Beglaubigungsschreiben. Er bekleidete dieses Amt bis zum 10. Juli 1995, woraufhin J. Stapleton Roy ihm nachfolgte. Zuletzt war er von 1998 bis 2001 Leiter der Mission der Organisation für Sicherheit und Zusammenarbeit in Europa (OSZE) in Bosnien und Herzegowina. Er unterstützte den Wahlkampf von John Kerry bei der Präsidentschaftswahl 2004. 
Barry war verheiratet und Vater von drei Kindern.